# Allemand supérieur
L'allemand supérieur (en allemand : Oberdeutsch ) est, en linguistique, un ensemble de dialectes germaniques qui sont parlés principalement dans le Sud de l'Allemagne, en Autriche, en Suisse, en France et dans le Nord de l'Italie. Avec le moyen allemand il forme le groupe haut allemand.
Contrairement au moyen-allemand, la seconde mutation consonantique de ces dialectes est complète.

## Classification des principaux dialectes de l'allemand supérieur
- allemand supérieur
  - francique oriental (Ostfränkisch) [1]
  - francique méridional (Südfränkisch) [2]
  - alémanique (Alemannisch)
    - souabe (Schwäbisch) [3]
    - bas-alémanique (Niederalemannisch) [4]

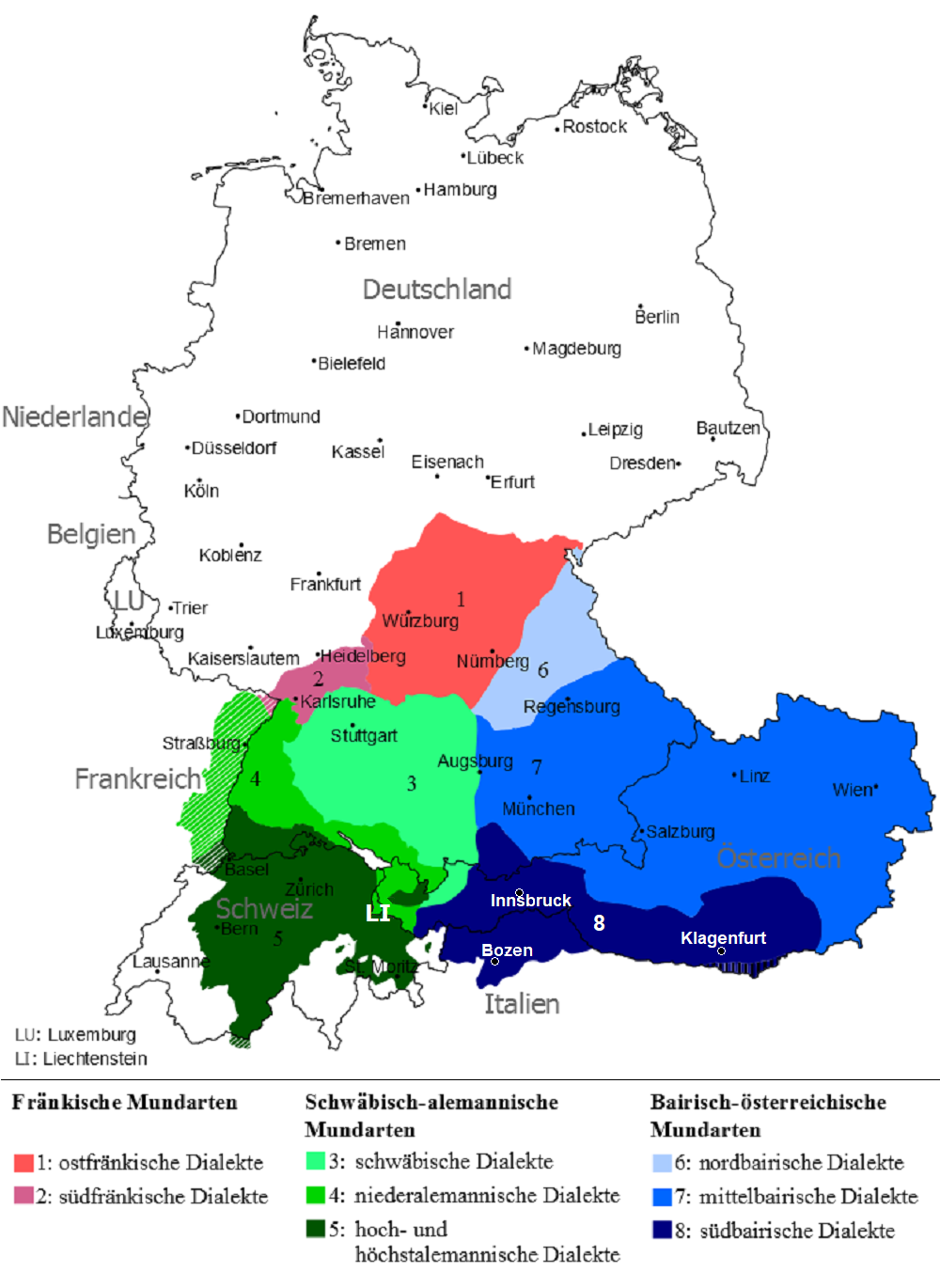
Carte (en allemand) des différents dialectes de type allemand supérieur.

    - haut-alémanique (Hochalemannisch) et alémanique supérieur (Höchstalemannisch) [5]

  - bavarois (Bairisch)
    - bavarois du Nord (Nordbairisch) [6]
    - moyen-bavarois (Mittelbairisch) [7]
    - bavarois du Sud (Südbairisch) [8]